# 김택영
김택영(金澤榮, 1850년∼1927년)은 대한제국기의 문신·학자·시인이다. 자는 우림(于霖), 호는 창강(滄江)·소호당주인(韶護堂主人) 일찍부터 시를 잘 지어 당대의 시인 이건창(李健昌)·황현(黃玹) 등과 교유, 고종 28년에 진사(進士)가 된 이래 편사국 주사, 중추원 서기관 겸 내각기록국 사적과장을 지냈다. 광무 7년에 문헌비고 속찬위원으로 있었고 1905년 학부 편찬위원이 되었으나 곧 사직, 을사조약이 체결되자 국가의 장래를 통탄하다가 중국에 망명했다. 그의 <역사집략>은 그가 학부에서 <동국역대사략(東國歷代史略)> 편찬에 종사했던 경험을 살려서 그 자신의 명의로 저술하였던 <동사집략(東史輯略)>을 더 증보한 통사(通史)였다. 그는 특히 고시(古詩)에도 뛰어나 문장과 학문으로 당대에 이름을 떨쳤다.

## 역사집략
김택영이 우리나라의 전 역사를 서술한 책. 광무 개혁기 역사서의 표본이라 할 수 있는 책으로, 저자의 <동사집략(東史輯略)>을 다시 더 증보했다. 광무 9년 학부편집국에서 출판했으며 내용은 한문으로 기술되어 있는데, 대체로 <동국통감(東國通鑑)>에 따랐으나 기술이 요령있고 편자의 신설(新說)이 여러 군데에 나타나 있다.

## 여한십가문초
한말의 학자 창강(滄江) 김택영(金澤榮 1850(철종1) ~ 1927))이 펴낸 것을 제자 왕성순(王性淳)이 고쳐서 다시 펴낸 고문 선집이다. 고려 시대부터 당대까지의 문장가 9명의 문장 95편을 가려서 ‘여한구가문초’라는 제목의 책을 엮었는데, 왕성순(王性淳)이 여기에 김택영의 문장을 넣고, 제목을 《여한십가문초》로 바꾸어 책으로 펴냈다. 여한구문가는 김부식, 이제현, 장유, 이식, 김창협, 박지원, 홍석주, 김매순, 이건창이 속한다.